# Davos
Davos (Tiếng Romansh: Tavau, Tiếng Ý: Tavate) là một thị trấn thuộc quận Prättigau/Davos, bang Graubünden, Thụy Sĩ. Thị trấn nằm trên bờ sông Landwasser và một phần dãy núi Alps thuộc lãnh thổ Thụy Sĩ. Cách mặt nước biển 1.560 m, đây là thị trấn cao nhất châu Âu.
Ngoài ra, Davos cũng là nơi đóng trụ sở của Diễn đàn Kinh tế thế giới và có khu giải trí trượt tuyết lớn thứ hai Thụy Sĩ.

## Lịch sử
Khu định cư trên địa điểm ngày nay là Davos có từ thời kỳ Giữa Trung Cổ với sự nhập cư của Rhaeto-Roma. Ngôi làng Davos là lần đầu tiên đề cập đến trong năm 1213 với tên gọi Tavaus. Từ khoảng năm 1280, các nam tước Vaz cho phép những người thực dân Walser nói tiếng Đức định cư ở đây, và thừa nhận quyền tự trị mở rộng, khiến cho Davos để trở thành khu vực định cư Walser lớn nhất ở miền đông Thụy Sĩ. Người bản địa vẫn còn nói một phương ngữ không điển hình cho Graubunden, tương đồng với thành ngữ tiếng Đức của các bộ phận phía tây của Thụy Sĩ, đặc biệt là Valais Upper.
Năm 1436, Liên đoàn mười khu vực pháp lý được thành lập tại Davos.
Từ giữa thế kỷ 18, Davos đã trở thành một điểm đến phổ biến cho người ốm yếu do vi khí hậu trong thung lũng cao được các bác sĩ cho là điều kiện tuyệt vời và họ đề nghị cho bệnh nhân bệnh phổi. Robert Louis Stevenson, người bị bệnh lao, đã nghỉ đông ở Davos vào năm 1880 theo đề nghị khuyến nghị của vị bác sĩ Edinburgh của ông, bác sĩ George Balfour. Arthur Conan Doyle đã viết một bài về trượt tuyết ở Davos vào năm 1899. Một khu điều dưỡng tại Davos là các thiết lập của cuốn tiểu thuyết của Thomas Mann Der Zauberberg (Magic Mountain). Giữa năm 1936 và 1938, Ernst Ludwig Kirchner, lúc đó đang ở giai đoạn cuối của cuộc đời mình, mô tả Davos và Junkerboden. Bức tranh của ông có một bầu không khí lãng mạn và phiếm thần và cơ cấu chính thức đơn giản.
Trong thời đại "băng đá tự nhiên" của thể thao mùa đông, Davos, và Eisstadion Davos là một thánh địa cho môn trượt băng tốc độ. Nhiều giải quốc tế được tổ chức ở đây, và nhiều kỷ lục thế giới đã được thiết lập, bắt đầu với Peder Østlund người thiết lập kỷ lục vào năm 1898. Giải vô địch châu Âu Bandy duy nhất được tổ chức tại thị trấn vào năm 1913 với chiến thắng thuộc về đội tuyển Anh. Sau đó, Davos đã trở thành một khu nghỉ mát trượt tuyết nổi tiếng, đặc biệt là thường xuyên của khách du lịch từ Anh và Hà Lan . Sau khi đạt đỉnh điểm vào những năm 1970 và năm 1980, thành phố định cư như là một điểm thu hút khách du lịch hàng đầu nhưng khách ít cao cấp hơn.